# Marytė Melnikaitė
Marytė Melnikaitė (18 mars 1923 - 13 juillet 1943) est une partisane soviétique et la seule Lituanienne Héros de l'Union soviétique.

## Enfance et éducation
Marytė Malnikaitė est née à Zarasai en Lituanie d'un père lituanien et d'une mère russe. Elle a quatre autres frères et sœurs et ses parents occupent divers emplois pour faire vivre cette grande famille. Elle commence à travailler à la confiserie Avanti dès l'âge de 14 ans et étudie la couture. En 1940, à la suite de l'occupation de la Lituanie par l'Union soviétique, elle rejoint le Komsomol et commence les cours du soir. Apparemment, son père n'approuve pas ses activités au Komsomol, notamment le chant dans une chorale.

## Seconde Guerre mondiale
Après l'invasion allemande de l'Union soviétique, Melnikaitė et d'autres membres du Komsomol sont évacués vers la Russie où elle travaille dans une usine de machines-outils à Tioumen. En juillet 1942, elle intègre la 16e division d'infanterie (ru) de l'armée soviétique et est envoyée dans une école de sabotage à Balakhna. En mai 1943, elle finit ses études et est envoyée en Biélorussie puis dans sa ville natale de Zarasai où elle rejoint un groupe de partisans sous la direction de Ona Kuosaitė.
Sa vie de partisane ne dure que deux mois. En juillet 1943, elle et d'autres membres de son groupe sont envoyés en mission pour ramener des armes aux partisans opérant en Biélorussie. Des locaux repèrent le groupe près du lac Apvardai dans le district d'Ignalina et appellent la police lituanienne. Pendant la fusillade, de nombreux partisans sont tués et Melnikaitė est arrêtée. Elle est transférée à la police allemande. Après cinq jours de torture, elle est exécutée dans le cimetière du village de Kaniūkai.
Sa mort est utilisée par la propagande soviétique, qui exagère ses fonctions, ses accomplissements et les circonstances de sa mort. Par exemple, en mars 1944, Antanas Sniečkus écrit dans Tiesa que la fusillade dura une journée entière et que Melnikaitė tue elle-même sept policiers, est sévèrement blessée, tente de se suicider avec une grenade et que même avoir été brutalement torturée, elle n'a pas vendu ses compagnons. Elle est décorée à titre posthume du titre de Héros de l'Union soviétique le 22 mars 1944.

## Distinctions
- Héros de l'Union soviétique
- Ordre de Lénine
- Ordre de l'Étoile rouge

## Dans la culture
- Salomėja Nėris lui consacre le poème Marytė Melnikaitė en 1944[4].
- La cinéaste Vera Stroyeva lui consacre en 1947 un film biographique Marytė[5].
- Le compositeur lituanien Antanas Račiūnas (lt) compose l'opéra Marytė qui est présenté en 1953 au Théâtre d'opéra et de ballet de Lituanie (Lietuvos nacionalinis operos ir baleto teatras)[6].

## Honneurs et décorations
- Héros de l'Union soviétique
- Ordre de Lénine

## Source de la traduction
- (en) Cet article est partiellement ou en totalité issu de l’article de Wikipédia en anglais intitulé « Marytė Melnikaitė » (voir la liste des auteurs).